# New Values
New Values a fost al treilea album de studio al lui Iggy Pop, fiind primul său material de la Raw Power (lansat în The Stooges) fără nici o contribuție din partea lui David Bowie. Lansat în 1979, albumul a fost primul al lui Pop lansat pentru Arista și prima colaborare cu James Williamson de la Kill City. New Values i-a reunit pe Pop și Williamson și cu multi-instrumentalistul Scott Thurston care mai cântase la pian pentru The Stooges pe Metallic K.O. și Kill City. Scott Thurston a cântat la chitară pe album pe toate cântecele cu excepția la "Don't Look Down". 

## Tracklist
1. "Tell Me a Story" (2:50)
2. "New Values" (Iggy Pop, Scott Thurston) (2:39)
3. "Girls" (3:00)
4. "I'm Bored" (2:47)
5. "Don't Look Down" (Pop, James Williamson) (3:39)
6. "The Endless Sea" (4:50)
7. "Five Foot One" (4:29)
8. "How Do You Fix a Broken Part" (2:55)
9. "Angel" (Pop, Thurston) (3:44)
10. "Curiosity" (Pop, Thurston) (2:29)
11. "African Man" (Pop, Thurston) (3:35)
12. "Billy Is a Runaway" (Pop, Thurston) (2:31)

- Toate cântecele au fost scrise de Iggy Pop cu excepția celor notate.